# Jesper Ceesay
Jesper Ceesay (Solna, 4 de mayo de 2003) es un futbolista gambiano que juega en la demarcación de centrocampista para el Antalyaspor de la Superliga de Turquía.

## Selección nacional
Tras jugar con las categorías inferiores, finalmente el 20 de noviembre de 2022 hizo su debut con la selección de fútbol de Gambia en un encuentro contra Guinea-Bisáu que finalizó con un resultado de empate a cero.

## Clubes
| Club              | País    | Año       | Partidos | Goles |
| ----------------- | ------- | --------- | -------- | ----- |
| IF Brommapojkarna | Suecia  | 2021      | 60       | 0     |
| AIK Fotboll       | Suecia  | 2022      | 16       | 0     |
| IFK Norrköping    | Suecia  | 2023-2025 | 59       | 1     |
| Antalyaspor       | Turquía | 2025-     |          |       |